# Sieczka (pasza)
Sieczka – słoma, siano lub zielonka pocięta na krótkie kawałki, stosowane do sporządzania paszy dla zwierząt. Maszyną do wyrobu sieczki jest sieczkarnia. Sieczkę ze słomy zbóż stosuje się jako dodatek do pasz dla bydła, owiec, kóz i koni. W celu poprawienia strawności słomy i smakowitości, sieczkę poddaje się metodom uszlachetniającym, takim jak: moczenie, zaparzanie, parowanie, drożdżowanie, amoniakowanie, melasowanie, wapnowanie oraz kiszenie. 
W czasie kombajnowego zbioru zbóż i rzepaku często słomę rozdrabnia się na sieczkę, która może stanowić mulcz lub jest przyorywana.
Sieczka ze słomy lub trzciny po wymieszaniu z gliną lub mułem stosowana była jako materiał do izolacji termicznej m.in. do budowy polepy bądź do lepienia cegieł.